# Privilège immun
Le privilège immun, appelé aussi immunoprivilège, est un terme introduit en 1948 par Peter Medawar et utilisé pour désigner certains sites de l'organisme qui sont capables de tolérer l'introduction d'antigènes sans provoquer une réponse immunitaire inflammatoire. Les greffes de tissu sont généralement reconnues comme des antigènes par l'organisme et sont donc attaquées par le système immunitaire; elles peuvent cependant survivre plus longtemps sans rejet dans les sites de privilège immun. 
Les sites de privilège immun connus sont:
- le cerveau
- les yeux
- l'utérus lors d'une grossesse
- les testicules

L'immunoprivilège s'applique aussi aux organes qui bénéficient d’une protection immunitaire grâce à leur microbiote tout en évitant une réponse inflammatoire, immunopathologique interférant gravement avec leur physiologie.
Le privilège immun semble être une adaptation dans l'évolution destinée à protéger des structures vitales qui pourraient être lésées lors d'un phénomène inflammatoire. L'inflammation de l'encéphale ou des yeux peut conduire à une perte de fonction, ou bien, celle-ci peut conduire à la mort de l'enfant si la réponse immunitaire est dirigée contre le fœtus.
L'existence de régions privilégiées de l'œil a été découverte dès la fin du XIXe par Medawar. L'explication était alors qu'il existait des barrières physiques autour des sites de privilège immun, ce qui leur permettait d'éviter la détection des antigènes par le système immunitaire et la réponse inflammatoire qui en découlait.
Plus récemment, des recherches ont révélé de nombreux mécanismes où les sites de privilège immun interagissent avec le système immunitaire. Les antigènes des régions privilégiées interagissent avec les lymphocytes T d'une manière inhabituelle, induisant une certaine tolérance. Le privilège immun serait ainsi un processus plus actif que passif. 
Des structures physiques entourant les sites privilégiés provoquent un manque de draine lymphatique, limitant ainsi aux agents du système immunitaire d'entrer dans le site. D'autre facteurs contribuent au maintien du privilège: 
- la faible expression du complexe majeur d'histocompatibilité
- l'expression augmentée de molécule de surface qui inhibe l'activation du complément
- la production locale de cytokines immunosuppresseures comme le TGF-β
- la présence de neuropeptides
- l'expression constitutive de FasR-FasL qui contrôle l'entrée de cellules lymphoïdes exprimant Fas[2].

Les éléments qui séparent les sites privilégiés du système immunitaire du reste de l'organisme peuvent être la cible de maladies autoimmunes.